# Abdelilah Benkirane
Abdelilah Benkirane (tiếng Ả Rập: عبد الاله بن كيران, sinh ngày 4 tháng 4 năm 1954 ở Rabat) là một chính trị gia Maroc và lãnh đạo của Đảng Công lý và Phát triển. Đảng của ông giành được đa số ghế (107 trong số 395 ghế) trong cuộc bầu cử Quốc hội Maroc được tổ chức trong tháng 11 năm 2011, có nghĩa rằng ông là Thủ tướng chỉ định của quốc gia này.
Ông đã đại diện Salé trong quốc hội Maroc kể từ ngày 14 tháng 11 năm 1997. Ông được bầu lãnh đạo đảng Công lý và Phát triển vào tháng 7 năm 2008, tiếp quản từ Saadeddine Othmani.
Quan điểm chính trị của Benkirane là dân chủ và Hồi giáo. Trong một cuộc phỏng vấn 2011, ông nói: Nếu tôi vào chính phủ, tôi sẽ không thể nói những người phụ nữ trẻ nên mặc váy dài bao nhiêu cm để che đôi chân của họ. Đó không phải là việc của tôi. Điều đó trong mọi trường hợp là không thể cho bất cứ ai đe dọa sự nghiệp tự do dân sự ở Maroc..